# گریت ادینگتون
گریت ادینگتون (به انگلیسی: Great Addington) یک روستا و محله مدنی در بریتانیا است که در East Northamptonshire واقع شده‌است. گریت ادینگتون ۳۲۷ نفر جمعیت دارد.